# Алокс-Кортон
Ало́кс-Корто́н (фр. Aloxe-Corton) — коммуна во Франции, находится в регионе Бургундия. Департамент коммуны — Кот-д’Ор. Входит в состав кантона Бон-Север. Округ коммуны — Бон. Код INSEE коммуны — 21010.
Возле этой деревни находится едва ли не самый знаменитый виноградник винодельческого района Кот-де-Бон под названием Кортон, по преданию, принадлежавший в VIII веке Карлу Великому. Исстари здесь выращивается только белый виноград, так как супруга этого императора (как гласит предание) не одобряла красное вино, ибо оно перекрашивало его бороду. Огороженный виноградник Карла Великого (фр. Clos de Charlemagne) впервые упоминается в документе 1375 года. 
В 1862 году жители села Алокс после долгих лет борьбы наконец добились права добавить к его названию имя виноградника Кортон.

## Население
Население коммуны на 2010 год составляло 158 человек.
| 1962 | 1968 | 1975 | 1982 | 1990 | 1999 | 2010 |
| ---- | ---- | ---- | ---- | ---- | ---- | ---- |
| 285  | 243  | 218  | 198  | 187  | 172  | 158  |

## Экономика
В 2010 году среди 94 человек трудоспособного возраста (15—64 лет) 75 были экономически активными, 19 — неактивными (показатель активности — 79,8 %, в 1999 году было 76,5 %). Из 75 активных жителей работали 69 человек (37 мужчин и 32 женщины), безработных было 6 (1 мужчина и 5 женщин). Среди 19 неактивных 10 человек были учениками или студентами, 5 — пенсионерами, 4 были неактивными по другим причинам.